# Boischampré
Boischampré település Franciaországban, Orne megyében. Lakosainak száma 1173 fő (2022. január 1.). Boischampré Argentan, La Bellière, Montmerrei és Juvigny-sur-Orne községekkel határos.

## Népesség
A település népességének változása:
| Lakosok száma | 1202 | 1210 | 1199 | 1194 | 1190 | 1189 | 1181 | 1173 |
|               | 2013 | 2015 | 2017 | 2018 | 2019 | 2020 | 2021 | 2022 |